# 长城平台
长城平台（英語：Great Wall）是由中華人民共和國的中央电视台、地方电视台和相关境外电视台的频道集成的衛星電視播放平台。收看這個平臺的節目可以通過衛星天綫接受衛星電視訊號、有线电视、IPTV等方式收看。 
长城平台分为美国平台、亚洲平台、欧洲平台、加拿大平台、拉美平台，各平台内容有所差别。

## 频道
目前所代理的频道有：
- 长城精品频道 (2018年1月1日啟播)
- 中国中央电视台中文国际频道（亚、欧、美洲版）
- CGTN紀錄頻道
- CGTN
- 中國環球電視網西班牙語頻道
- 中國環球電視網法語頻道
- 中國環球電視網俄語頻道
- 中國環球電視網阿拉伯語頻道
- CCTV-戏曲
- CCTV-娱乐
- 中国电影频道
- 北京电视台国际频道
- 上海东方卫视（国际版）
- 江苏电视台国际频道
- 福建海峡电视台
- 湖南国际频道（国际版）
- 浙江电视台国际频道
- 大湾区卫视（粵語發音）
- 厦门卫视（国际版，絕大多數以閩南語發音）
- 鳳凰衛視中文台 (只限亞洲地區)
- 凤凰卫视美洲台 (只限美國和加拿大地區)
- 凤凰卫视欧洲台 (只限歐洲和澳洲地區)
- 凤凰卫视资讯台
- 华夏电视台 (只限美國)
- 凤凰卫视香港台 (只限香港和美國)
- 深圳卫视（国际版,亞洲地區轉播新聞聯播）
- 安徽电视台国际频道
- 云南澜湄国际卫视
- 广西电视台国际频道

停播頻道
- 广东电视台国际频道
- 河南电视台国际频道
- 重庆电视台国际频道
- 天津电视台国际频道
- 四川国际频道
- 中国黄河电视台
- 泰山电视台
- 亚洲电视海外台

## 外部連結
- 官方網站

- 美国长城平台代理商
- 美国代理商